# Masłowo (rejon ust-kubiński)
Masłowo (ros. Маслово) – wieś w Rosji, w rejonie ust-kubińskim obwodu wołogodzkiego. W 2002 r. liczyła 5 mieszkańców, a w 2010 r. była niezamieszkana.